# اوزارک (میزوری)
اوزارک (به انگلیسی: Ozark) شهری در شهرستان کریستین ایالت میزوری است که جمعیت آن در سرشماری سال ۲۰۱۰ میلادی ۱۷٫۸۲ نفر بوده است.

## موقعیت جغرافیایی
موقعیت جغرافیایی شهرها و مناطق اطراف به شرح زیر است: